# Sirinopteryx rufivinctata
Sirinopteryx rufivinctata là một loài bướm đêm trong họ Geometridae.